# Spirit Lake (Washington)

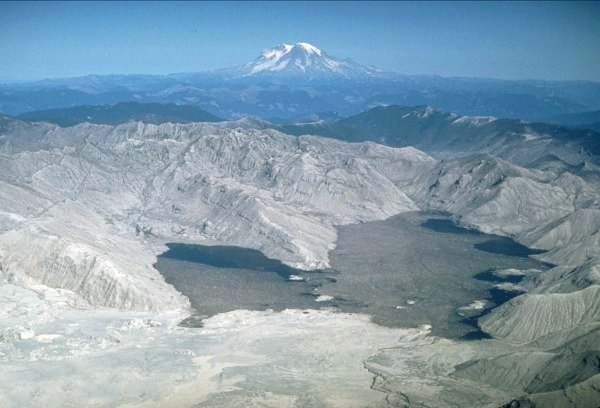
Oktober 1980

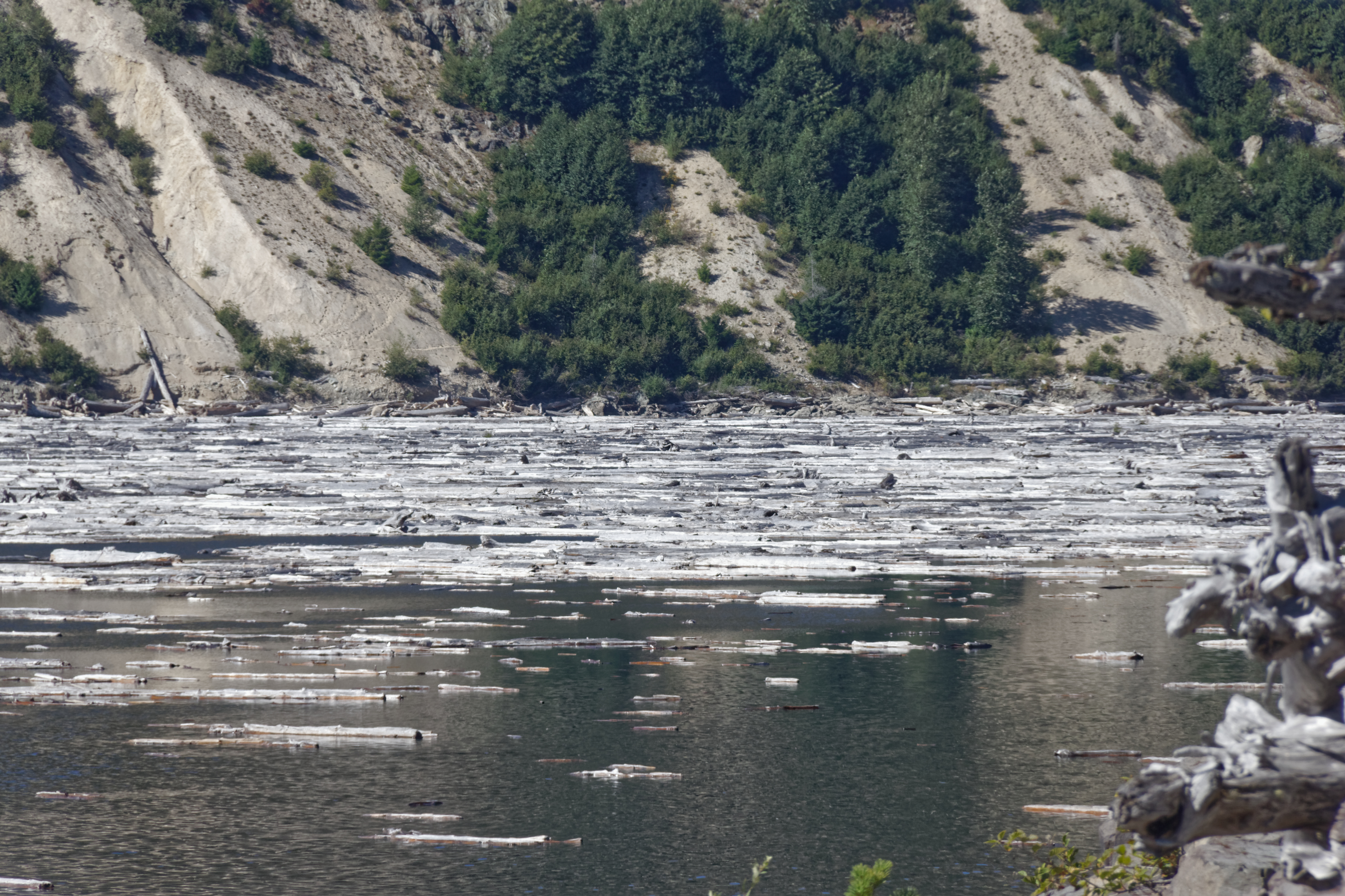
Auch im August 2017 schwimmen noch zehntausende Stämme auf dem See

Der Spirit Lake ist ein See auf der Nordflanke des Mount St. Helens, im Skamania County, Washington. Er wurde nach der Eruption des Vulkans am 18. Mai 1980 mit vulkanischem Material aufgefüllt und verlagerte seine Höhe um 60 m nach oben. Auch Jahrzehnte nach dem Ausbruch treiben auf dem See noch große Mengen Baumstämme, die zusammen mit einem pyroklastischen Strom in den See geschwemmt wurden und wegen der niedrigen Durchschnittstemperaturen nur sehr langsam verrotten.
Der erhöhte Wasserspiegel wurde als Gefahr gesehen, weil bei einem Bruch der Uferstrukturen die Wassermassen in einem katastrophalen Flutereignis ausgeströmt wären. Deshalb bohrte das United States Army Corps of Engineers bis Mai 1985 einen Tunnel als Wasserab- und Überlauf aus dem See in den Coldwater Creek, der über den North Fork Toutle und den Toutle River in den Cowlitz River fließt.
Beim Ausbruch des Mount St. Helens wurde eine komplette Flanke des Berges abgetragen, das Material stürzte zu Tal und sammelte sich in dem kleinen See. Der Eintrag von Schwefel und anderen Mineralien führte zu einer Versauerung des Sees. Beim Abbau der eingebrachten Biomasse wurde der Sauerstoff im Wasser verbraucht, so dass der See umkippte. Entgegen den Erwartungen der Wissenschaftler dauerte die Regeneration jedoch nicht mehrere Jahrzehnte; der Sauerstoffkreislauf war bereits nach den Niederschlägen und Temperaturzyklen von zwei Wintern wieder in Gang gekommen.
Der Spirit Lake liegt in der Vorrangzone für ökologische Forschung im Mount St. Helens National Volcanic Monument und es gilt das Wegegebot. Auf der Hügelkette Windy Ridge im Osten des Schutzgebietes liegt ein Aussichtspunkt über dem See, der über eine Forststraße angefahren werden kann. Von dort führt ein ausgewiesener, kurzer und steiler Weg zum einzigen erlaubten Punkt am Ufer des Sees.